# Gällersta församling
Gällersta var en församling i Strängnäs stift och i Örebro kommun i Örebro län (Närke). Församlingen uppgick 2006 i Gällersta-Norrbyås församling.

## Administrativ historik
Församlingen har medeltida ursprung och var till 1991 annexförsamling i pastoratet Ekeby och Gällersta.  Mellan 1992 och 2006 ingick församlingen i Stora Mellösa pastorat. Församlingen uppgick 2006 i Gällersta-Norrbyås församling.

## Kyrkor
- Gällersta kyrka